# جواو لوبو أنتونيس
جواو لوبو أنتونيس (بالبرتغالية: João Lobo Antunes‏) هو جراح برتغالي، ولد في 4 يونيو 1944 في لشبونة في البرتغال، وتوفي بنفس المكان في 27 أكتوبر 2016 بسبب ورم ميلانيني.